# Niakrasau (obwód homelski)
Niakrasau (biał. Някрасаў; ros. Некрасов, Niekrasow) – osiedle na Białorusi, w obwodzie homelskim, w rejonie homelskim, w sielsowiecie Szarpiłauka, nad doliną Soży.